# José Ferreira Rodrigues de Figueiredo dos Santos
José Ferreira Rodrigues de Figueiredo dos Santos foi um administrador colonial português que exerceu o cargo de Encarregado do Governo da Colónia de Angola em 1943, tendo sido antecedido por Álvaro de Freitas Morna e sucedido por Manuel Pereira Figueira.